# Limnaecia cybophora
Limnaecia cybophora là một loài bướm đêm thuộc họ Cosmopterigidae. Nó được tìm thấy ở Úc.